# 贾科莫·布尔加雷利
贾科莫·布尔加雷利（義大利語：Giacomo Bulgarelli，1940年10月24日—2009年2月12日），意大利男子足球运动员。他曾代表意大利参加1962年和1966年国际足联世界杯。他也曾参加1960年夏季奥林匹克运动会。